# Oleria
Genre
Le genre Oleria regroupe des insectes lépidoptères diurnes de la famille des Nymphalidae, de la sous-famille des Danainae, de la tribu des Ithomiini, sous tribu des Oleriina qui résident en Amérique du Sud.

## Dénomination
- Le genre a été décrit par l’entomologiste allemand Jakob Hübner en 1816[1].
- L'espèce type pour le genre est Oleria astrea (Cramer)

### Synonymie
- Leucothyris  Boisduval, 1870[2]
- Ollantaya  Brown & Freitas, 1994 [3]

## Liste d'espèces
Selon NCBI (11 avr. 2011) :
- Oleria aegineta  (Hewitson, 1869)
- Oleria aegle (Fabricius, 1776)
- Oleria agarista (C. & R. Felder, 1862)
- Oleria alexina (Hewitson, 1859)
- Oleria amalda (Hewitson, 1857)
- Oleria antaxis(Haensch, 1909)
- Oleria aquata (Weymer, 1875)
- Oleria assimilis (Haensch, 1903)
- Oleria astrea (Cramer, [1775]) espèce type pour le genre
- Oleria athalina (Staudinger, [1884])
- Oleria attalia (Hewitson, 1855)
- Oleria baizana  (Haensch, 1903)
- Oleria bioculata (Haensch, 1905)
- Oleria boyeri (invalide)
- Oleria canilla (Hewitson, 1874)
- Oleria cyrene  (Latreille, [1809])
- Oleria deronda (Hewitson, 1876)
- Oleria derondina (Haensch, 1909)
- Oleria didymaea (invalide)
- Oleria enania (Haensch, 1909)
- Oleria estella (Hewitson, 1868)
- Oleria fasciata (Haensch, 1903)
- Oleria flora (Cramer, 1779) [5]
- Oleria fumata (Haensch, 1905)
- Oleria gunilla (Hewitson, 1858)
- Oleria ilerdina (Hewitson, [1858]) Oleria ilerdina  - Muséum de Toulouse
- Oleria makrena (Hewitson, [1854])
- Oleria olerioides (d'Almeida, 1952)
- Oleria onega  (Hewitson, [1852])
- Oleria padilla (Hewitson, 1863)

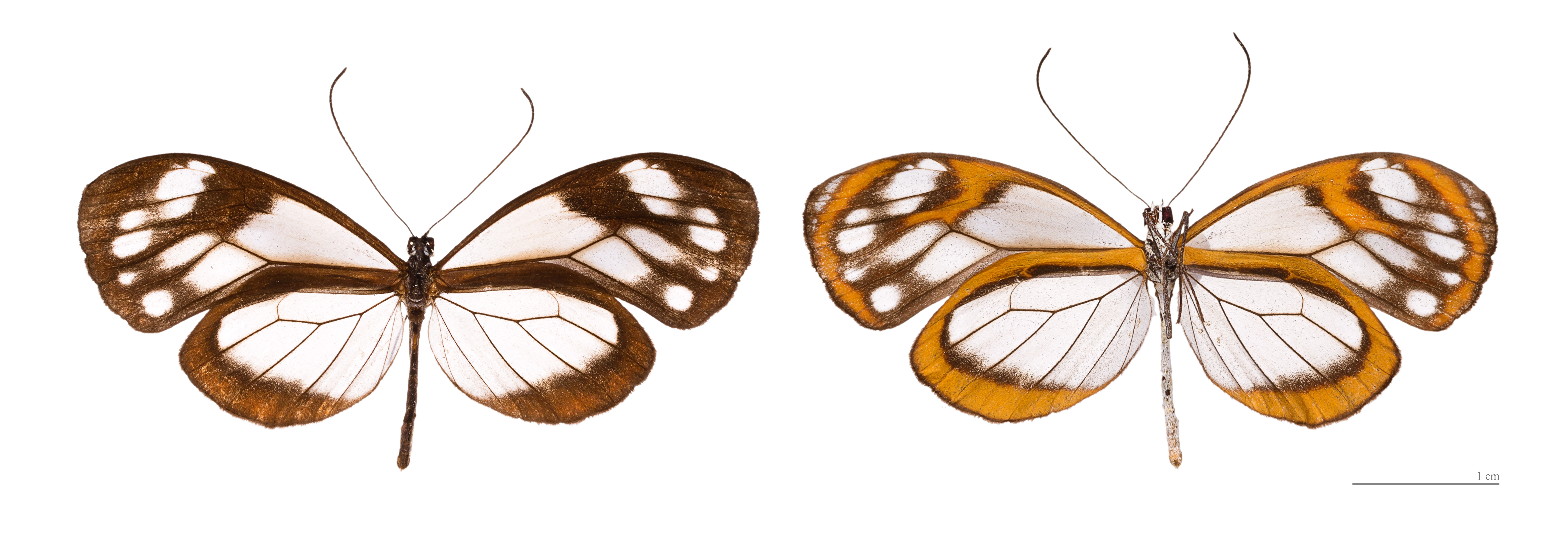
Oleria ilerdina - Muséum de Toulouse

- Oleria paula (Weymer, 1883) Oleria paula - Muséum de Toulouse

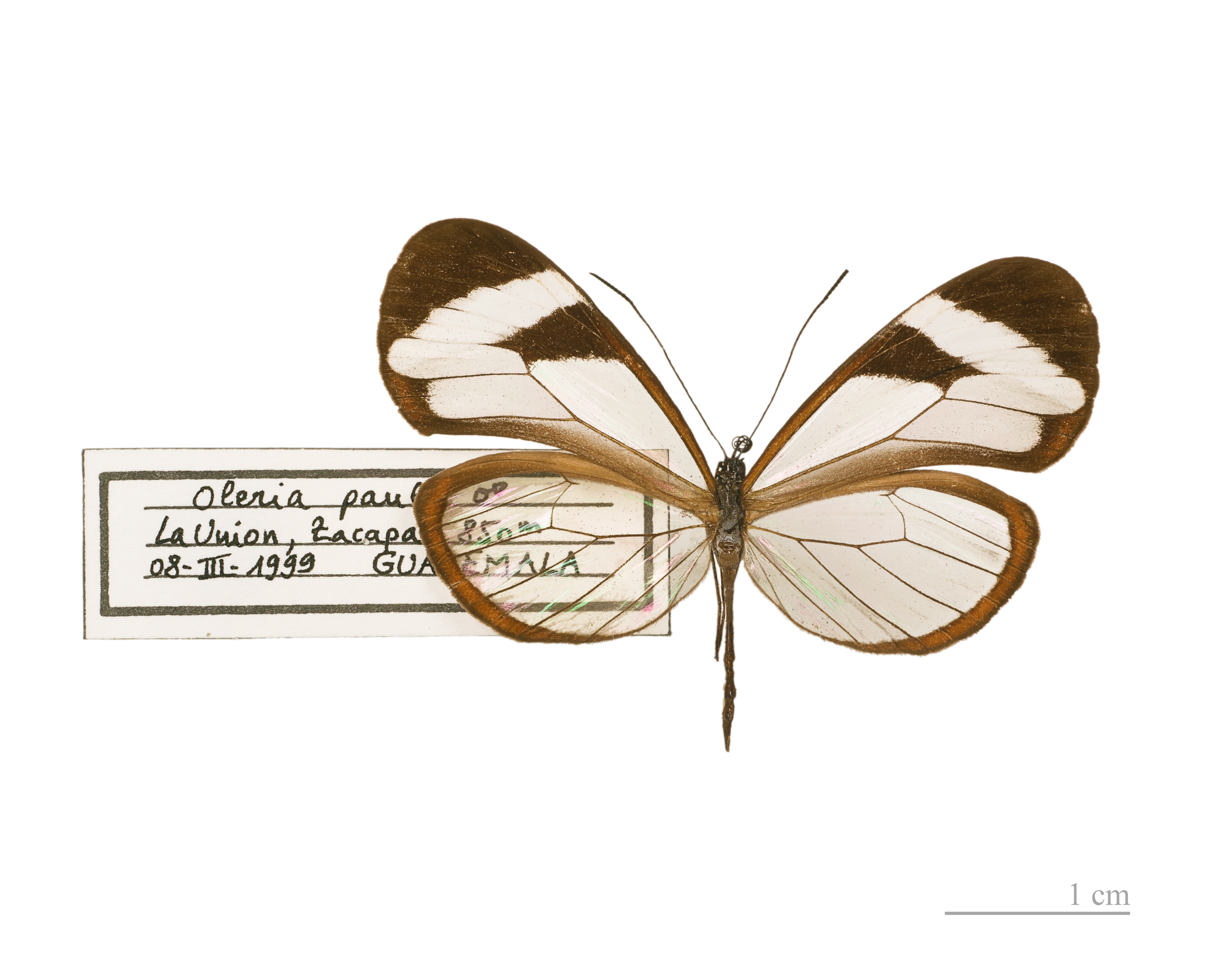
Oleria paula - Muséum de Toulouse

- Oleria phenomoe  (Doubleday, [1847])
- Oleria quadrata (Haensch, 1903)
- Oleria quintina (C. & R. Felder, 1865)
- Oleria radina (Haensch, 1909)
- Oleria rubescens (Butler & Druce, 1872)
- Oleria santineza  (Haensch, 1903)
- Oleria sexmaculata (Haensch, 1903)
- Oleria similigena (d'Almeida, 1962) [5]
- Oleria synnova (Hewitson, [1859]) [5]
- Oleria tigilla (Weymer, 1899)
- Oleria tremona (Haensch, 1909)
- Oleria vicina (Salvin, 1869)
- Oleria victorine (Guérin-Méneville, [1844])
- Oleria zea (Hewitson, [1855]) [6]
- Oleria zelica  (Hewitson, 1856)
- Oleria sp. 7-511